# 八幡温泉郷
八幡温泉郷（やはたおんせんきょう）は、岡山市北区建部町にある温泉郷である。「たけべ八幡温泉」などからなる。

## 概要
岡山市北区建部町の旭川の河畔にある温泉施設を中心とした温泉郷で、岡山県下有数の湧出量とラドン含有量を誇る。「八幡温泉」、「新八幡温泉(1)」など泉源が複数あることから、八幡温泉郷と呼ばれている。
江戸時代初期の寛文年間から、備前国と美作国の国境にあたる旭川を舟で渡した｢八幡の渡し｣の右岸側を中心に発達した。旭川の四季折々の川辺の風景や、宿場町として栄えた福渡（ふくわたり）の風情を楽しめる。八幡温泉郷の名は、近隣の「七社八幡宮（しちしゃはちまんぐう）」による。

## アクセス
- 鉄道： 津山線（JR西日本）福渡駅下車、徒歩約15分～20分。[1]
- 道路： 国道53号の福渡交差点（建部町福渡）あるいは大田交差点（建部町大田）から車で約3分。八幡温泉郷駐車場（無料、200台）が「たけべ八幡温泉」南隣にある。[1]

## 泉質
- アルカリ性単純温泉（低張性アルカリ性低温泉）PH8.6 [2]

## 効能

### 一般的適応症
筋肉又は関節の慢性的な痛み又はこわばり（関節リウマチ、変形性関節症、腰痛症、神経痛、五十肩、打撲、捻挫等の慢性期）、運動麻痺における筋肉のこわばり、冷え性、末梢循環障害、胃腸機能の低下（胃がもたれる、腸にガスがたまるなど）、軽症高血圧、耐糖能異常（糖尿病）、軽い高コレステロール血症、軽い喘息又は肺気腫、痔の痛み、ストレスによる諸症状、病気回復期、疲労回復、健康増進。

### 泉質別適応症
自律神経不安定症、不眠症、うつ状態。

## 温泉施設
- たけべ八幡温泉 - 源泉掛け流し。日帰り入浴、食事、宿泊が可能。「おすすめ地産商品」の販売コーナーもある。
- 建部町文化センター - 豊富な湯量を利用した温水プールがある。
- 八幡の湯（自動給湯機） - 100リットル/100円[4]。
- 温泉付きケアハウス「たけべの里」 - 八幡温泉の湯を引き込んで利用。
- 岡山市建部町老人福祉センター - 八幡温泉の湯を引き込んで利用。
- 岡山市久米南町組合立国民健康保険「福渡病院」 - 八幡温泉の湯を引き込んで利用。
- 特別養護老人ホーム「旭水荘」 - 八幡温泉の湯を引き込んで利用。

## 温泉郷内の他の施設
- やはたの里
  - 岡山市環境学習センター「めだかの学校」
    - 旭川ミニ淡水魚水族館
    - おもちゃの宿

  - ヨーグルト工房 - 建部町産の生乳100％ヨーグルトの製造工程を見学できる。ヨーグルトを使ったソフトクリームやパフェも販売[5]。
- 八幡温泉郷駐車場（無料、200台）[1]
- 幸福橋（しあわせばし） - 旭川対岸の建部町福渡と結ぶ歩行者専用橋。
- 建部町産業観光物産案内所 - 旭川対岸の福渡にある。

## 近隣施設
- 自然家族旅行村 たけべの森公園[6]たけべの森公園（建部町田地子）

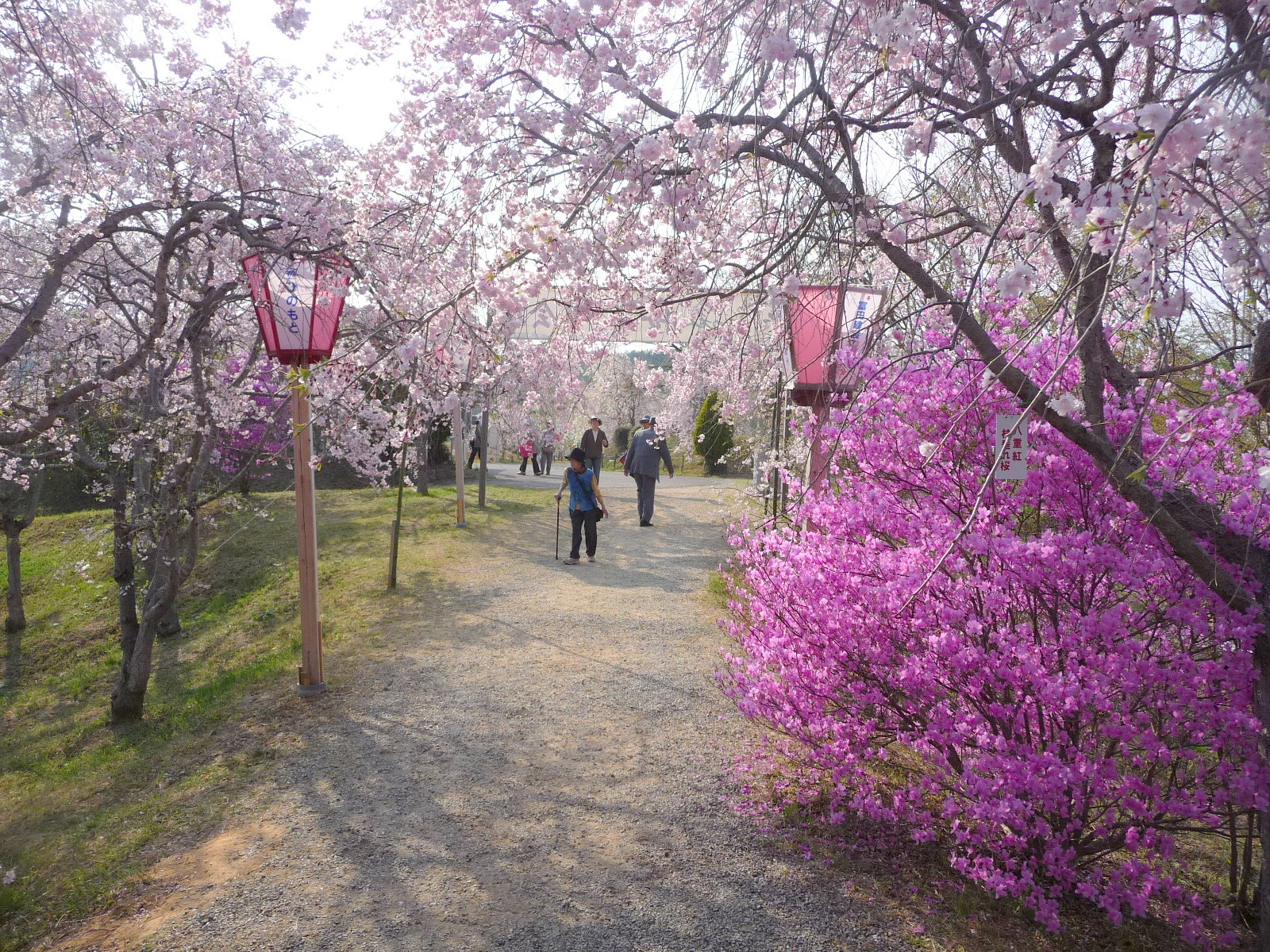
たけべの森公園（建部町田地子）

- UAゼンセン中央教育センター「友愛の丘」[7]（合宿研修施設）
- 旭川ダム
- 古武道竹内流発祥の地
- 志呂神社
- 豊楽寺
- 建部町総合スポーツセンター
- グレート岡山ゴルフ倶楽部
- たけべの森ゴルフ倶楽部
- 吉田牧場

## 歴史
- 始まりは寛文年間（1661年から1671年）で、京都妙覚寺住職日奥の跡を継いだ蓮昌寺（不受不施派）の僧である日船聖人（日船上人）が、サギが川辺で湯浴びをしているのをみて発見したと伝えられている。この湯が病気によく効くとの評判で、近住の人々から重宝がられた[8][9]。
- 幕末維新期の旭川の大洪水により温泉場が流され、湯源も埋没[8]。
- 1899年 - 中国鉄道（現在のJR津山線）の八幡鉄橋付近の床堀工事中に、相当温度の高い湯源が再び発見される[8]。
- 1900年 - 八幡温泉株式会社が設立される。その後、華やかな温泉場として賑わった[9]。
- 明治末期から大正の初期にかけて次第に衰退し、宿屋等の建物が次々に取り壊された[8]。大正初期には八幡温泉株式会社も廃業[9]。
- 1958年 - 八幡温泉旅館が泉源を整備して開業[9]。
- 1964年 - 八幡の瀬の護岸工事中に多量の湯が噴出し、付近には相当高温の湯源があることが示唆されたため湯源の開発に着手。同年7月に全国屈指のラジウム含有量と県下でも有数の湧出量を誇る湯源を確保し「八幡温泉」と命名[8]。
- 1968年 - 有限会社八幡温泉旅館が設立される[10]。
- 1982年 - 農林水産省農業土木試験場の協力を得て、新たに第二の湯源を発見し「新八幡温泉」と命名[8]。
- 1988年 - 建部町が体験学習施設「めだかの学校」を開校[11]。
- 1990年 - 岡山県による「建部国際交流ヴィラ」と建部町による「建部町国際温泉会館」および「おもちゃの宿」を、一体的に整備した施設を設置[12]。
- 1992年 - 八幡温泉旅館の新館として「八幡温泉　寿」が開館[10]。
- 1994年 - 「めだかの学校」に、NTT福渡支店からの寄贈機材を基に「旭川ミニ淡水魚水族館」を併設[11]。
- 2001年 - 「めだかの学校」に、「おもちゃの宿」および「ヨーグルト工房」（建部町川口から移転）を併設し、建部町観光公社「やはたの里」として、リニューアルオープン[11]。
- 2002年 - 「八幡温泉　寿」が閉館。
- 2002年 - 「みずほ荘」が閉館。
- 2006年 - 体験学習施設「めだかの学校」が、建部町環境学習センター「めだかの学校」として再出発[11]。
- 2007年 - 建部町が岡山市に合併。「めだかの学校」が、岡山市教育委員会所管施設「岡山市環境学習センター　めだかの学校」となる[11]。
- 2009年 - 岡山県の国際交流ヴィラ事業撤退後に岡山市が引き継がず、「建部国際交流ヴィラ」閉館。「建部町国際温泉会館」は「建部町温泉会館」に改名。岡山市は八幡温泉郷の再整備にあたりプロポーザル型事業としての可能性を探る。
- 2010年 - 岡山市が八幡温泉郷の再整備案を示す[13]。
- 2012年 - 建部町温泉宿泊研修センター「サンタケベ」が閉館。跡地にサンタケベと建部町温泉会館を集約した温泉施設の設置が決まる。
- 2013年 - 「建部町温泉会館」が耐震リニューアル。
- 2015年3月 - 「建部町温泉会館」が閉館。
- 2015年4月 - 「たけべ八幡温泉」が開業。

## 主なイベント
- 建部町納涼花火大会（毎年8月）
- 建部祭り（毎年10月）
- 建部町ふるさと野菜市感謝祭（毎年11月）